# C2H2O5
化学式C2H2O5（摩尔质量：106.03 g/mol）可能指：
- 焦碳酸（二碳酸），CAS号：503-81-1
- 单过氧草酸，CAS号：90350-91-7
- 甲酰基羧基过氧化物（碳酸甲酸过氧酐），CAS号：2484677-95-2

|  | 这个同类索引页列出了具有相同分子式的化学物（即同分異構體）条目。 除非您是有意链接至本页，否则应将相应条目的内部链接指向正确的条目。 |